# ذا بيلا توينز

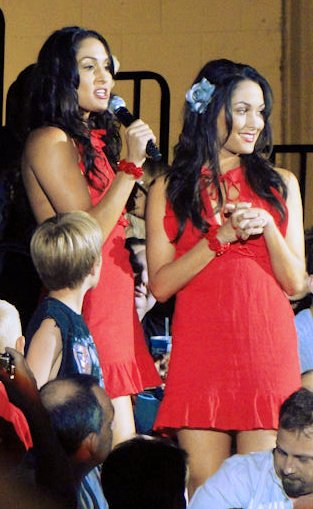
التوأم بيلا في حدث ال Raw في دوبوك، أيوا، في 21 يونيو 2009

التوأم بيلا أو البيلا توينز (بالإنجليزية: The Bella Twins), بريانا غارسيا-كولس ونيكول غارسيا-كولس (ولدتا في 21 نوفمبر 1983), هما عارضتا أزياء أمريكيتان ومصارعتين محترفتين في الحلبة تحت مسمى بري بيلا ونيكي يبلا على التوالي، يشار إليهما مجتمعتين بالتوأم بيلا أو (البيلا توينز), تعملان لصالح الWWE.
قبل أن تتم ترقيتهما وضمهما إلى الطاقم الرئيسي في الWWE تصارعتا في بطولة المصارعة بفلوريدا، حيث تم تدريبهم من قبل توم بريتشارد. وكانتا تتنافسان بشكل تاغ تيم بصورة رئيسية.بري ظهرت أول مرة على سماك داون في أغسطس 2008، هي ظهرت أولاً قبل نيكي.
وكجزء من أعمال شخصيتها في برنامج المصارعة كانت تختفي تحت الحلبة أثناء المباراة وتعود لتظهر من جديد وبحيوية. وفي نهاية المطاف تم اكتشاف إنها كانت تبدل الأماكن مع توأمها نيكي وذلك سعياً للأفضلية على الخصم. ثم بدئتا بالتنافس على شكل تاغ تيم.
التوأم طورا علاقة على الشاشة مع كولون (كارليتو وبريمو). وشاركتا في وقت لاحق في قصص رومنسية مع جون موريسون وذا ميز في أوائل عام 2009 ودانيال براين في عام 2010. في أبريل 2011 فازت بري ببطولة الWWE للديفا وبعدها بسنة فازت به نيكي وذلك في أبريل 2012. بعدها بفترة قصيرة غادرتا الWWE ثم رجعتا في مارس 2013.

## النشأة والمهنة
بريانا غارسيا-كولس ونيكول غارسيا-كولس تربيتا في سكوتسديل بولاية أريزونا، وهما من أصل مكسيكي وإيطالي. لعبتا كرة القدم حتى أيام الكلية ثم بدئتا بالعمل كعارضتا أزياء والقيام بالتمثيل والأعمال الترويجية.

## الحياة المهنية في المصارعة الحرة

### بطولة المصارعة بفلوريدا (2007-2008)
وقعتا عقود تنموية من قبل المصارعة العالمية للترفيه (WWE) في يونيو 2007 وتم تعيينهم بالمصارعة الحرة بفلوريدا (FCW).وفي 15 سبتمبر، ظهر التوأم لأول مرة عام 2007 في FCW، تحت اسم التوأم بيلا، بفوزه على ناتاليا نيدهارت و كريسي فين [الإنجليزية] بوجود فيكتوريا كراوفورد، أليشا فوكس كضيف حكم خاص، سرعان ما دخلا الثنائي في سيناريو من شجار ومنافسة مع نيدهارت وكراوفورد، وكان لهما سلسلة من المباريات ضدهما طوال أكتوبر عام 2007. كجزء من شخصيتهما على الشاشة كانتا تتبادلا الأماكن إذا كانت إحداهما قد أُصيبت أثناء المباراة. أيضاً كانتا احياناً تشكلا جزء من أفرقة ثنائية مختلطة، حيث كان التوأم ينضم إلى الذكور لتشكيل أفرقة ثنائية بما في ذلك كوفي كينغستون وروبرت أنتوني.

### بطولة الديفاز (2010-2012)

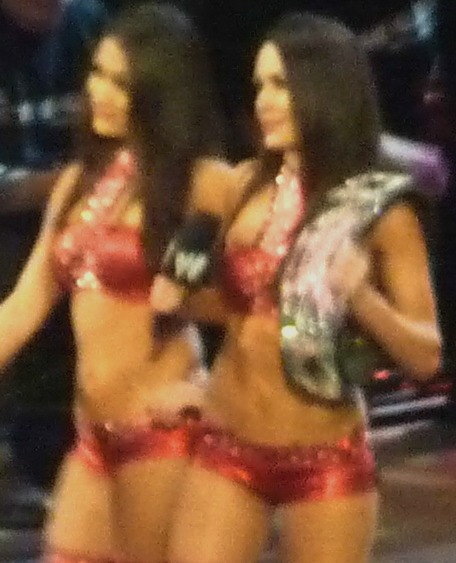
التوأم بيلا في حدث ال Raw في إبريل 18 عام 2011 في مضمار حلبة O2 بلندن. نيكي (على اليمين) تحمل حزام البطولة

بدأ التوأم التنازع مع إيف توريس وذلك حين ظهرتا في المباراة بين إيف وناتاليا بصفتهما كجزء من مجموعة الفتيات اللاوتي يحطن الحلبة لإرجاع الديفا عند الخروج من الحلبة أثناء المباراة وذلك في 14 فيراير من إحدى حلقات دبليو دبليو إي راو. وعقب المباراة، هاجمتا توريس وراء الكواليس قبل أن تمنعهما كيم وناتاليا. في فبراير 21 على عرض الراو، فاز البيلا توينز على توريس وكيم في مباراة تاغ تيم. في الأسبوع التالي، فازت نيكي في مباراة الرويال للديفا لتصبح المنافس رقم واحد لبطولة الWWE للديفاز، وتمت المواجهة بين نيكي وتوريس على لقب البطولة في 7 مارس على إحدى حلقات الراو ولكن نيكي لم توفق. وفي 11 أبريل هزمت بري إيف توريس وفازت على لقب البطولة للديفا، وهي المرة الأولى التي تقوم بها إحدى التوأمين بحمل حزام البطولة في ال WWE.

### العودة إلى WWE (2013)
عاد التوائم بيلا إلى WWE في 11 مارس 2013 في إحدى حلقات الراو، ظهرتا في مقطع وراء الكواليس مع فريق علماء رودس (Team Rhodes Scholars) (كودي رودز وداميان ساندو).وفي مارس 15 على إحدى حلقات سماكداون هاجمت البيلا توينز الFunkadactyls (كاميرون ونعومي)، وفي الأسبوع التالي تدخلتا في مباراة بين فريق علماء رودس وبرودس كلاي وتينساي ولكن تمت مهاجمتهما من قبل كامرون ونعومي. أول عودة لهم للحلبة كانت في 27 مارس في إحدى حلقات WWE Main Event وهزمتا الFunkadactyls بعد تدخل من رودس، وأيضا انتصر التوأم على كامرون ونعومي على عرض الراو.

## المشاكل والغيرة التي حصلت في2014
في عرض سمر سلام 2014 كان هناك مباراة بين بري بيلا وستيفاني مكمان بعد عداء كبير بينهما وكانت ستيفاني مكمان متسلطة ومتجبرة على المصارعين والمصارعات في ذلك الوقت «بحُكم انها ابنة الرئيس» وخصوصا بري بيلا وزوجها دانيال برايان وقبل نهاية النزال كان الحكم ساقط على الأرض بعدما ضربه تربل اتش ليساعد زوجته من الخسارة، حاصرتا بري ونيكي ستافيني مكمان ليضربوها ولكن المفاجأة كانت ان نيكي بدلا من ان تضرب ستافيني غدرت بأختها وضربتها ثم ساعدت ستافيني على النهوض لتضربها بحركة «بيديجري» الخاصة بتربل اتش وتفوز بالنزال بفضل نيكي.
وفي عرض الرو التالي بررت نيكي فعلتها بأن اختها كانت أنانية ولا تحب الا نفسها وجائت بري وقالت انها ستسامحها على ما فعلت بها الليلة الماضية لكي لا تكون هناك مشاكل عائلية ولكن نيكي تصفع بري في نصف الحوار وتخرج بري باكية
الانجازات
نكي بيلا
بطولة الديفاز مرتين
أفضل ديفا لعام 2015
بري بيلا
بطولة الديفاز مرة واحدة
أفضل ديفا لعام 2013

## في المصارعة
- الحركات النهائية
- yes luck اخضاع نعم «بري بيلا»
- Bella buster بيلا منهية القتال «كلاهما»
- Arjentina backbreake كاسر الظهر الأرجنتيني «نيكي»
- سحر التوأم (وذلك بتبديل التوأم المصابة داخل الحلبة مع التوأم السليمة خارج الحلبة بدون أن ينتبه الحكم لذلك)
- مرافقتهم للمصارعين
- ذا كولون (كارليتو وبريمو)
- جون موريسون
- ذا ميز
- جيمي كييس
- دانيال براين
- لوك روبنسون
- جيري لولر
- كودي رودس
- جون سينا
- داميان ساندو
- أغنية الدخول
- "You Can Look (But You Can't Touch)" بواسطة ة كيم سوزي وجيم جونستون.

## روابط خارجية
- ذا بيلا توينز على موقع دبليو دبليو إي (الإنجليزية)
- ذا بيلا توينز على موقع عالم المصارعة على الإنترنت (الإنجليزية)